# Carabidae
Carabidae (gândacii de sol) sunt o familie de coleoptere care are peste 40.000 de specii.

## Secreții de protejare
Tipic pentru Adefagile este că au în abdomenul lor glande pygidial. Aceste glande pot produce material toxic sau acid pentru animalele care le mânâncă. La unele tipuri de Carabidae, materialele acide sunt mixate cu efecte explozive care produc zgomot și le protejază. Pentru oameni, acest material chimic este neplăcut.

## Subfamilii
Mai jos este o listă de subfamili din familia Carabidae:
- Anthiinae
- Apotominae
- Brachininae
- Broscinae
- Carabinae
- Cicindelinae
- Ctenodactylinae
- Dryptinae
- Elaphrinae
- Gineminae
- Harpalinae, cel mai mare subfamilie, conține 20.000 de specii
- Hiletinae
- Lebiinae
- Licininae
- Loricerinae
- Melaeninae
- Migadopinae
- Nebriinae
- Nototylinae
- Omophroninae
- Orthogoniinae
- Panagaeinae
- Paussinae
- Platyninae
- Promecognathinae
- Protorabinae
- Pseudomorphinae
- Psydrinae
- Pterostichinae
- Rhysodinae
- Scaritinae
- Siagoninae
- Trechinae
- Xenaroswellianinae